# Kunststoffmagnet
Kunststoffmagnete sind nichtmetallische Kunststoffe mit permanentmagnetischen Eigenschaften. Ein Beispiel ist der Werkstoff PANiCNQ, der eine Kombination von Polyanilin (PAni) und Tetracyanochinodimethan (TCNQ) darstellt und im Jahr 2004 von Naveed A. Zaidi et al. an der University of Durham entwickelt wurde. PANiCNQ ist der erste bekannte nichtmetallische Kunststoff, der bei Raumtemperatur ferrimagnetische Eigenschaften zeigt.
Nicht zu verwechseln sind die hier beschriebenen Kunststoffmagnete mit solchen aus festen oder gummiartigen Materialien, welche aus ferrimagnetischen Partikeln in einer unmagnetischen Plastomer- oder Elastomer-Matrix bestehen.
Das als Ausgangsmaterial verwendete Polyanilin ist elektrisch leitfähig und wird in Kombination von Tetracyanochinodimethan bei einer Kettenpolymerisation, deren Ablauf eine Zeitspanne von rund 3 Monaten benötigt, verarbeitet. Nach dieser Zeit zeigt die entstandene Substanz permanentmagnetische (hartmagnetische) Eigenschaften. Die Curie-Temperatur des Werkstoffes liegt bei 350 K (76,85 °C). 
Die magnetischen Eigenschaften stammen von vollständig pi-konjugierten Bindungen im Polymerrückgrat, welches Stickstoff enthält, zusammen mit Ladungstransfer durch die Seitengruppen. Durch diese Kombination besitzt das Molekül eine hohe Dichte an stark lokalisierten Spins.